# Václav Stříbrný

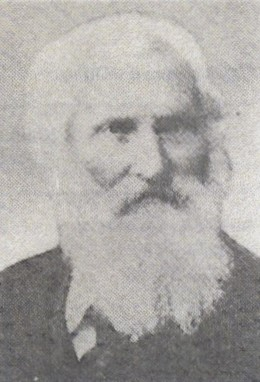
Václav Stříbrný (1930)

Václav Stříbrný (bulgarisch Вацлав Стрибърни; * 15. April 1853 in Lidice; † 8. Juni 1933 in Sofia) war ein tschechischer Botaniker und Pomologe, der seit 1882 in Ostrumelien und ab 1885 in Bulgarien wirkte.

## Leben
Stříbrný besuchte in den Jahren 1880 bis 1881 das Pomologische Institut in Troja (Prag). Von Theodor Karl August Freiherr Hruby-Geleny (Bohdan Karel August Hrubý z Jelení), der um seinen Sitz in Červené Pečky einen dekorativen Schlossgarten mit beheizten Gewächshäusern für Orchideen angelegt hatte, erhielt Stříbrný anschließend eine Anstellung als Gärtner. Im Jahre 1882 folgte Stříbrný einem Ruf des Generalgouverneurs von Ostrumelien und ging als Lehrer an die neu errichtete Landwirtschaftliche Schule im bulgarischen Sadowo. Da es in Ostrumelien an ausgebildeten Pomologen, Gärtnern und Ökonomen mangelte, wurde diese aus den slawischen Staaten angeworben. Neben Stříbrný lehrten in Sadowo mit František Chytil und Ignác Burian zwei weitere Tschechen. Die Ausbildung an der Landwirtschaftlichen Schule begann unter einfachsten Bedingungen, noch bis 1903 mussten sich die Studenten ihre Lehrbücher selbst abschreiben. Stříbrný erstellte für die Schule 29 Lehrbücher zum Weinbau, Obstbau, Gemüsebau, Imkerei und Blumenzucht. Auf dem Gebiet des praktischen Obstbaus führte Stříbrný zwischen 1883 und 1889 in Sadowo den Erdbeeranbau ein und ließ zudem auf 400 ha Obst- und Zierbäume anpflanzen. 1920 ging er in den Ruhestand und übersiedelte nach Sofia.
In der Mitte der 1880er Jahre heiratete Stříbrný in Lidice. Aus der Ehe gingen fünf Söhne hervor, die Botaniker, Arzt oder Architekt wurden. Der älteste Sohn Wenzeslaw Wazlaw Stribrni (bulgarisch Венцеслав Вацлав Стрибърни; tschechisch V. V. Stříbrný, 1887–1960) studierte in Sadowo und wirkte danach 33 Jahre als Professor an der Weinbauschule Plewen.

## Wirken
Stříbrný erwarb sich in Sadowo den Ruf eines der besten Kenners der bulgarischen Flora. Im Jahre 1893 begleitete Stříbrný zusammen mit Hermenegild Škorpil Josef Velenovský auf dessen dritter Forschungsreise zur Erfassung der Flora des Balkans.
Mit den Zaren Ferdinand I. und Boris III. unternahm er mehrfach botanische Expeditionen in die Rhodopen.
Während seines Wirkens in Sadowo legte Stříbrný ein Herbarium an, das mit zwischen 12.000 und 20.000 Belegen das größte der bulgarischen Flora und exotischer domestizierter Pflanzen in Bulgarien war. Im Ruhestand arbeitete er ab 1920 am Zentralen Landwirtschaftlichen Forschungsinstitut Sofia an der Erweiterung des Herbariums. Das im Naturkundlichen Museum gelagerte Herbarium wurde im Zweiten Weltkrieg bei der Bombardierung von Sofia durch einen Bombentreffer stark beschädigt, Reste des Herbariums befinden sich im Museum von Plowdiw und in der Sofioter Universität.
Stříbrný entdeckte mehrere unbekannte Pflanzenarten und publizierte in europäischen herbaristischen Fachzeitschriften. Insbesondere mit dem Prager Botaniker Velenovský arbeitete er eng zusammen und sandte regelmäßig Pflanzen nach Prag.

## Taxa
Nach Václav Stříbrný wurden mehrere Taxa benannt:
- Alkanna stribrnyi Vel
- Saxifraga stribrnyi Vel
- Thymus stribrnyi Vel.

## Publikationen
- Přemysl oráč (Wandbild), zugelassen als Lehrmittel für alle Schularten in der Tschechoslowakei
- Засаждане и отглеждане на овощни дървета в двора, 1919
- Ръководство по овощарството, 1920
- Ръководство по пчеларство, 1921
- Отгледване на ягодите и малините, 1921
- Ръководство по зеленичарство, 1922
- Ръководство за отгледването и използуването на най-хубавите градински цветя, 1924
- Овощарството в Троянско и Тетевенско и мерки за неговото подобрение, 1924
- Ръководство за уреждане на зеленчукови градини и отгледване на зеленчукови растения, 1926
- Общо практическо ръководство по градинарство, 1927; tschechische Ausgabe: Obščo praktičesko rakovodstvo po ovoščarstvo učebnici za sopalnit. zemed. učilišča i za samoobrazovanie, 2. Auflage Sofija 1938